# サネー・ヂャーマリック
サネー・ヂャーマリック（เสน่ห์ จามริก、1927年7月11日 - 2022年4月9日）はタイの国家長老、人権学者、タイ国家人権委員会委員長（2001年‐2009年）。2005年シーブーラパー賞受賞。

## 略歴
1948年法政治大学（タンマサート大学前身）法大学院卒。国費留学生としてイギリスマンチェスター大学経営学修士取得後、商務省国内商取引局、外務省政治局官僚としてのキャリアを積むが、1960年、タンマサート大学行政学部常任教員として招かれ、政府官僚の職を辞した。サネーはその後、1987年まで教鞭を取ることになる。1973年の政変後、1974年まで国家立法議会議員を務める。
1975年、タイ国家人権連合（สหภาพเพื่อสิทธิเสรีภาพของประชาชน、現タイ国家人権委員会の前身）の開設に参画し、議長に就任。さらに同年、タンマサート大学教授職を得、副学長に就任。ラームカムヘーン大学行政学部、タンマサート大学政治行政学部より名誉博士号授与されている。
研究の分野では以下の業績がある。
- フォード財団・アジア財団『タイの人権の発展に関する研究』計画責任者
- 社会学・人文学教科書推進計画基金（มูลนิธิโครงการตำราสังคมศาสตร์และมนุษยศาสตร์）議長
- タンマサーﾄ大学タイ・カーディー研究所（สถาบันไทยคดีศึกษา、1971年創設）所長
- タイ社会学会（สมาคมสังคมศาสตร์แห่งประเทศไทย、1966年創設）
- タイ開発調査研究所（สถาบันวิจัยเพื่อการพัฒนาประเทศไทย(TDRI)） 委員

タンマサート大学退官後も、農村開発、人権問題に携わり、2001年から2009年までタイ国家人権委員会委員長として活躍した。